# 奧爾德里奇山
80°7′S 158°13′E / 80.117°S 158.217°E
奧爾德里奇山（英語：Mount Aldrich）是南極洲的山峰，位於奧次地，處於拉戈茲基冰川東岸，屬於不列顛嶺的一部分，由英國探險隊發現，現時由南極條約體系管理。